# Valdelugueros
Valdelugueros ist eine Gemeinde mit 486 Einwohnern (Stand: 2024) im nordwestlichen Zentral-Spanien in der Provinz León in der Autonomen Gemeinschaft Kastilien-León. Valdelugueros besteht neben dem gleichnamigen Hauptort aus den Ortsteilen Arintero, La Braña, Cerulleda, Llamazares, Lugueros, Redilluera, Redipuertas, Tolibia de Abajo, Tolibia de Arriba, Valdeteja, Valverde de Curueño und Villaverde de la Cuerna. Der Verwaltungssitz befindet sich in Lugueros.

## Geografie
Valdelugueros liegt im Tal des Río Curueño etwa 70 Kilometer nordnordöstlich von León in einer Höhe von ca. 1200 m.

## Bevölkerungsentwicklung
| Jahr        | 1900 | 1950 | 1970 | 1981 | 1991 | 2001 | 2011 | 2021 |
| ----------- | ---- | ---- | ---- | ---- | ---- | ---- | ---- | ---- |
| Einwohner   | 1210 | 988  | 560  | 538  | 448  | 442  | 511  | 518  |
| Quelle: INE |      |      |      |      |      |      |      |      |

## Sehenswürdigkeiten

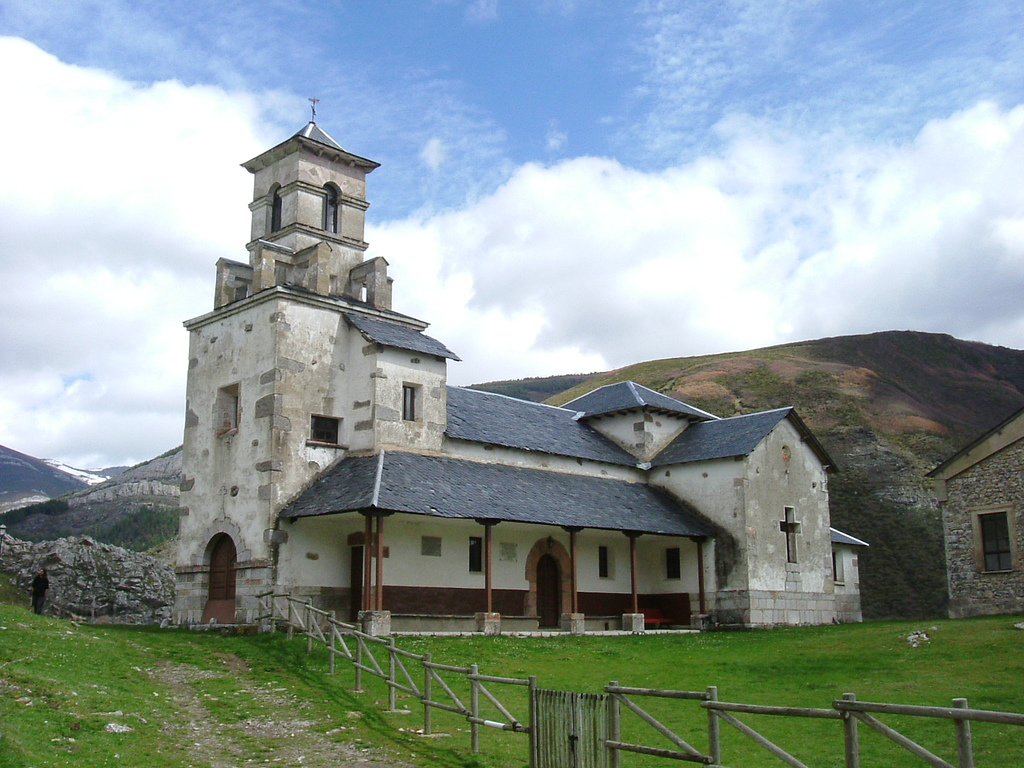
Kirche von Lugueros

- Kirche von Lugueros